# Estação Maceió
A Estação Maceió é uma das estações da Linha Verde do Sistema de Trens Urbanos de Maceió, situada em Maceió, entre a Estação Jaraguá e a Estação Mercado do Artesanato.
Foi inaugurada em 2 de dezembro de 1884. Localiza-se na Rua Barão de Anádia. Atende o bairro do Centro.